# Cibora papirusowa

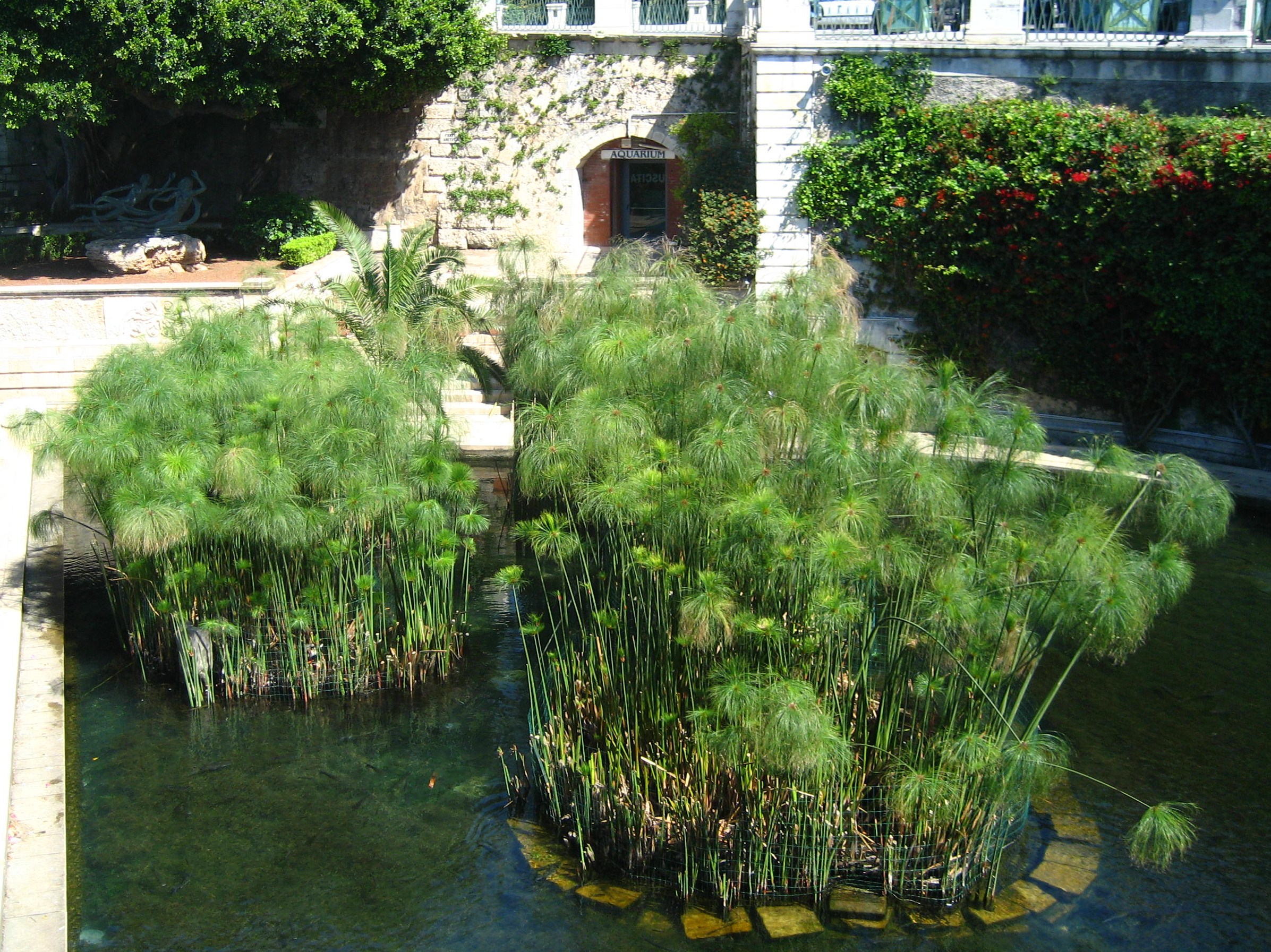
Cibora papirusowa w uprawie

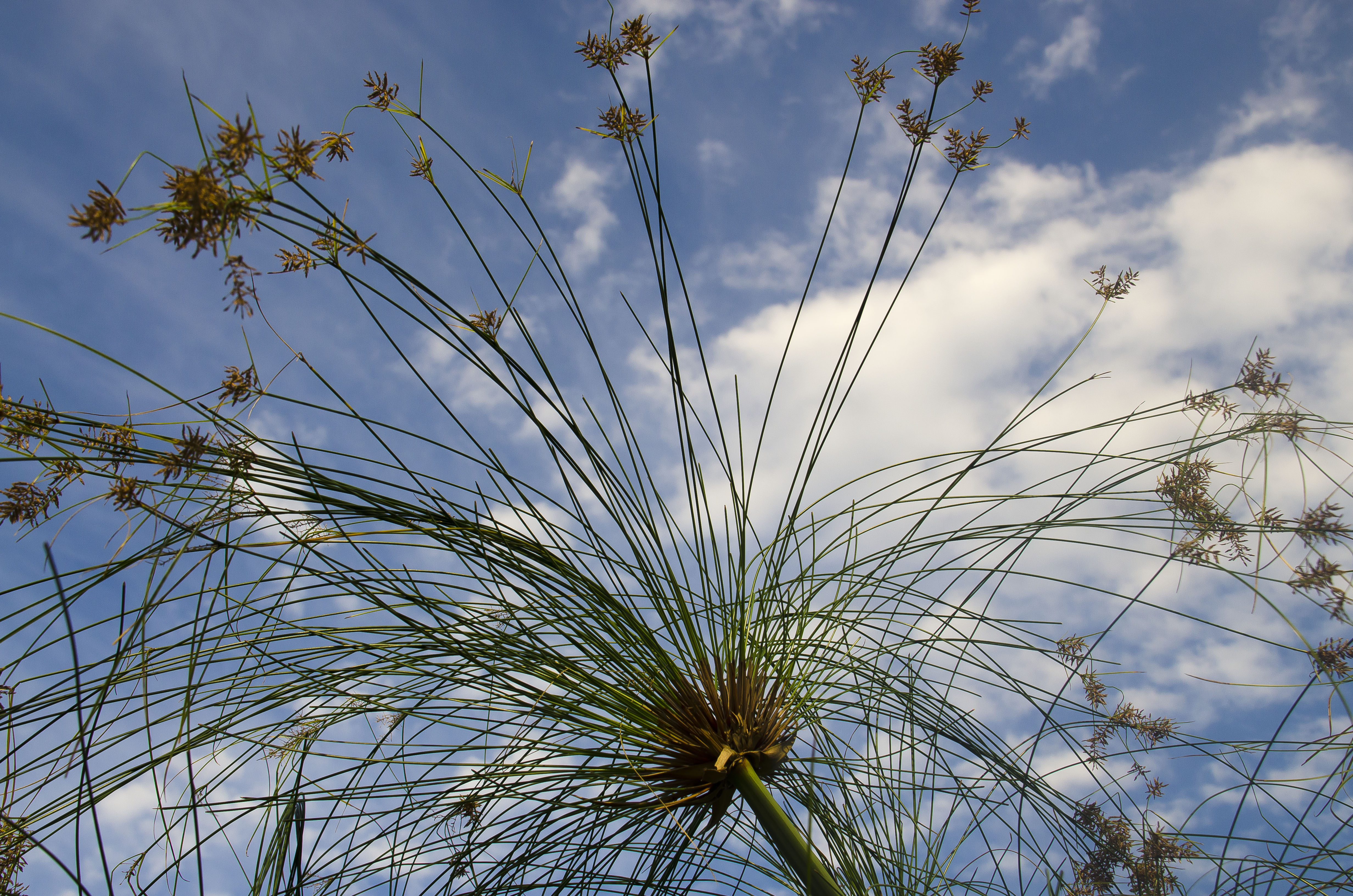
Kwiatostan

Cibora papirusowa (Cyperus papyrus L.) – gatunek roślin należący do rodziny ciborowatych. Pochodzi z Afryki (z wyjątkiem jej północno-zachodniej części) oraz wysp na Oceanie Indyjskim. Jest uprawiana w wielu krajach świata.

## Morfologia
ŁodygaZielona, bezlistna, gładka, trójkanciasta, o zaokrąglonych kantach i wysokości zazwyczaj do 3 m, ale w dobrych warunkach nawet do 5 m. Na szczycie łodyga rozgałęzia się pióropuszowato. Osiąga grubość do 4 cm. Pod własnym ciężarem jej górna część zgina się i łukowato zwisa w dół. Pod ziemią występuje grube kłącze. Za młodu jest czerwono-brązowe.
LiścieZredukowane liście występują na kłączu. Są to trójkątne, papierowate łuski. Zredukowane liście w formie przysadek występują również na szczytach pędów, pod kwiatami.
KwiatyZielonkawo-brązowe kwiaty wyrastają latem na szczytach pióropuszowato rozgałęzionych pędów łodygi. Są to liczne kłoski tworzące duże baldach. Pojedynczy kwiat zbudowany jest z 3 pręcików, i 1słupka i wyrasta w kącie łuskowatej przysadki.
OwoceBrązowe orzeszki.

## Biologia i ekologia
W swoim naturalnym środowisku rośnie w pełnym słońcu na bagnach, jeziorach, kanałach melioracyjnych i wszelkich podmokłych terenach. Zazwyczaj tworzy duże i gęste łany. W jej kwiatostanach często wiją sobie gniazda drobne ptaki. Zapylana jest przez wiatr, nasiona roznoszone są przez wodę i przez zwierzęta. Źle toleruje zasolenie wody. Po wybudowaniu kanałów w dolinie rzeki Nil wtargnęła do niej słona woda, co spowodowało w takich miejscach wymarcie cibory.

## Zastosowanie
- W starożytności z gąbczastego rdzenia pędów wytwarzano papirus – materiał pisarski[7].
- Kłącza i pędy są jadalne, zarówno na surowo, jak i gotowane[9].
- Z pędów papirusu budowano łodzie i tratwy[9].
- Z papirusu w Egipcie wykonywano pierwsze kolumny podtrzymujące dach budowli. Późniejsi budowniczy wzorowali się na nich wykonując kolumny kamienne[9].
- W starożytnym Egipcie, z braku drewna, pędy cibory wykorzystywano jako opał[9].
- Z papirusu wytwarzano w starożytnym Egipcie kosze i skrzynki. Kosz wykonywano ze skręcanych pędów cibory, sitowia lub innych pędów roślinnych, które układano w odpowiedniej formie i sklejano żywicą[9]
- Jest to także roślina włóknista. Z jej pędów wyrabia się maty i różnego rodzaju plecionki[7].
- Jest uprawiana jako roślina ozdobna. Nadaje się do średnich i dużych oczek wodnych[8].

## Udział w kulturze
- Wszyscy zajmujący się tym problemem naukowcy są zgodni, że cibora papirusowa jest rośliną biblijną. Już samo słowo Biblia pochodzi od greckiego byblos oznaczającego biały miąższ pędu cibory. W Księdze Izajasza (18,2) jest zdanie: „Wysyłasz posłów przez morze na łódkach papirusowych po wodzie”, a w Księdze Hioba inne: „Czyż rośnie papirus bez błota, czy krzewi się sitowie bez wody?”. W hebrajskim papirus to gōme, a słowo to występuje również w innym miejscu Księgi Izajasza (58,5). W Biblii Tysiąclecia przetłumaczone zostało błędnie jako sitowie, według badaczy roślin biblijnych w tłumaczeniu powinna to być cibora lub trzcina pospolita. W koszu wykonanym z papirusu matka puściła Mojżesza na wodę[9].
- Norweski badacz Thor Heyerdahl wzorując się na starożytnych opisach łodzi budowanych z papirusu wykonał papirusową tratwę „Ra”, na której w 1970 r. wraz z siedmioosobową załogą przepłynął Atlantyk, udowadniając w ten sposób, że starożytni Egipcjanie mogli przepłynąć z Afryki do Ameryki Południowej[9].